# Сьвільча
Сьвільча (пол. Świlcza) — село в Польщі, у гміні Свільча Ряшівського повіту Підкарпатського воєводства.
Населення — 3364 особи (2011).
У 1975-1998 роках село належало до Ряшівського воєводства.

## Демографія
Демографічна структура станом на 31 березня 2011 року:
|          | Загалом | Допрацездатний вік | Працездатний вік | Постпрацездатний вік |
| -------- | ------- | ------------------ | ---------------- | -------------------- |
| Чоловіки | 1662    | 343                | 1142             | 177                  |
| Жінки    | 1702    | 288                | 1021             | 393                  |
| Разом    | 3364    | 631                | 2163             | 570                  |